# Farchant
Farchant település Németországban, azon belül Bajorországban. Lakosainak száma 3586 fő (2023. december 31.).

## Népesség
A település népessége az elmúlt években az alábbi módon változott:
| Lakosok száma | 327  | 1941 | 3160 | 3220 | 3638 | 3624 | 3638 | 3642 | 3628 | 3586 |
|               | 1875 | 1950 | 1975 | 1987 | 2012 | 2014 | 2016 | 2017 | 2021 | 2023 |

## Fekvése
Garmisch-Partenkirchentől északra fekvő település.

## Története

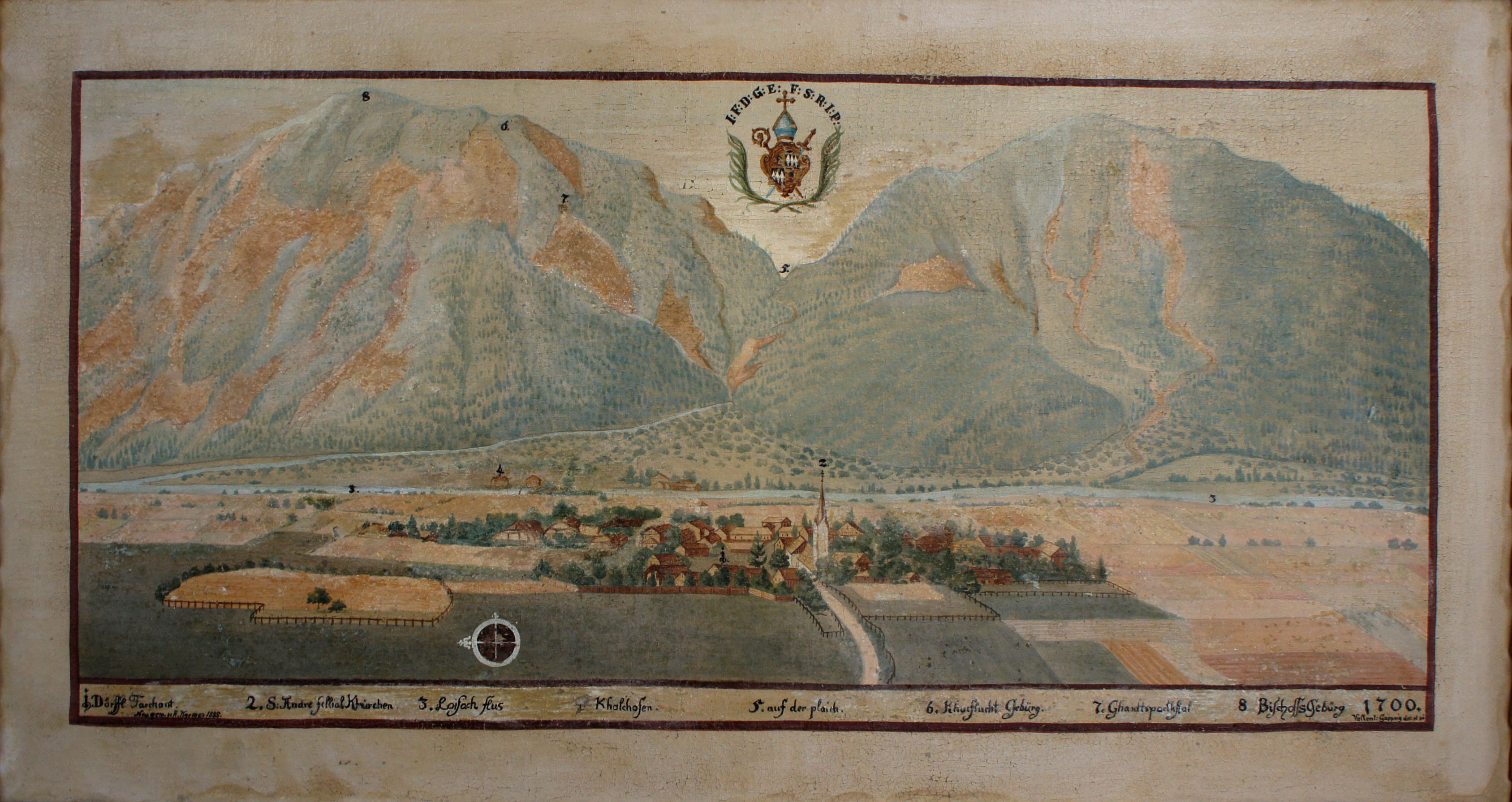
Farchant látképe egy régi képen

A településen festői szépségű régi parasztházak láthatók. Plébániatemploma (Pffarkirche St. Andread) főoltárán Keresztelő Szent János és Szt. János evangélista népies reneszánsz szobra áll. A községtől délre van a Kuhflucht-vizesés.

## Galéria

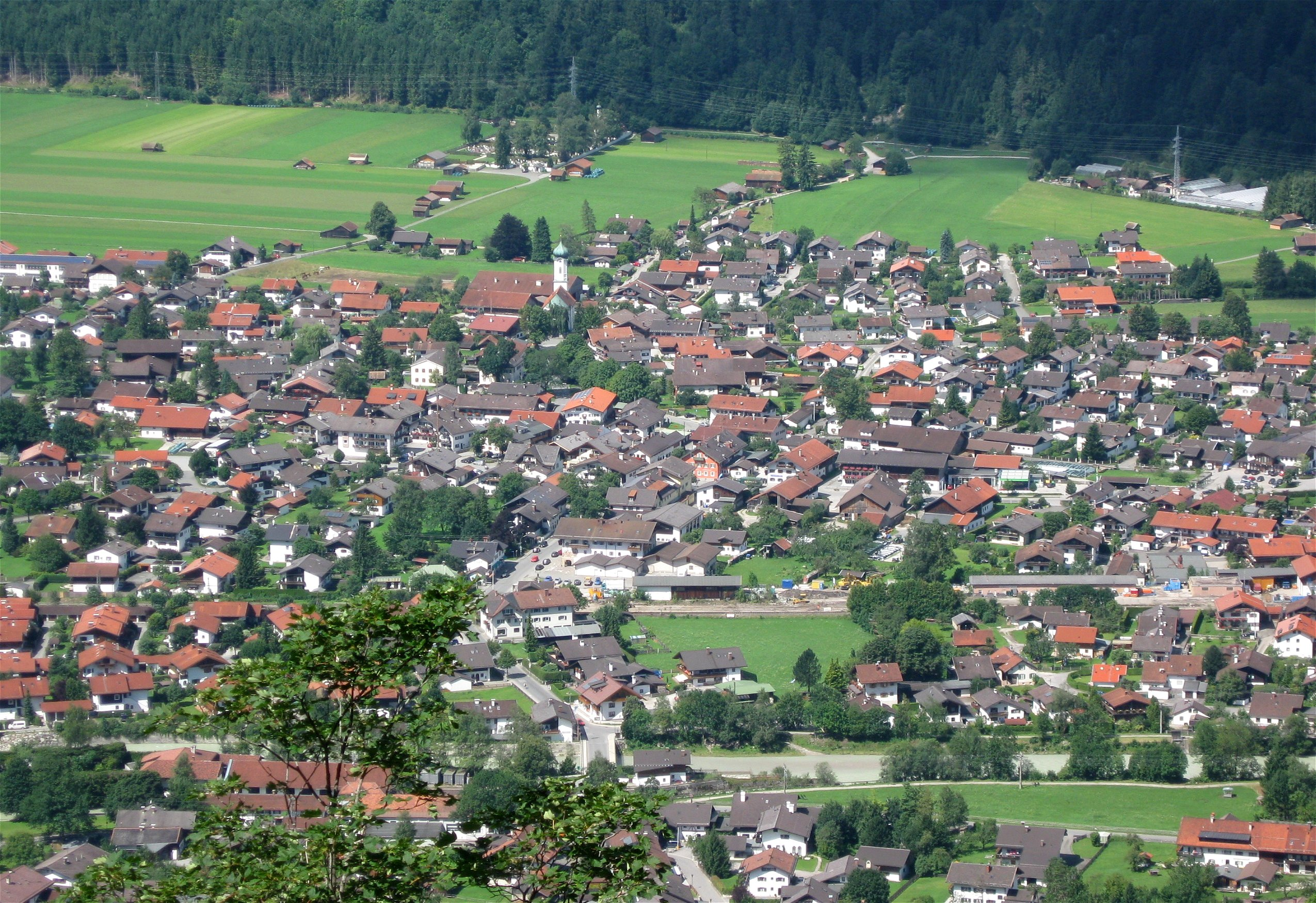
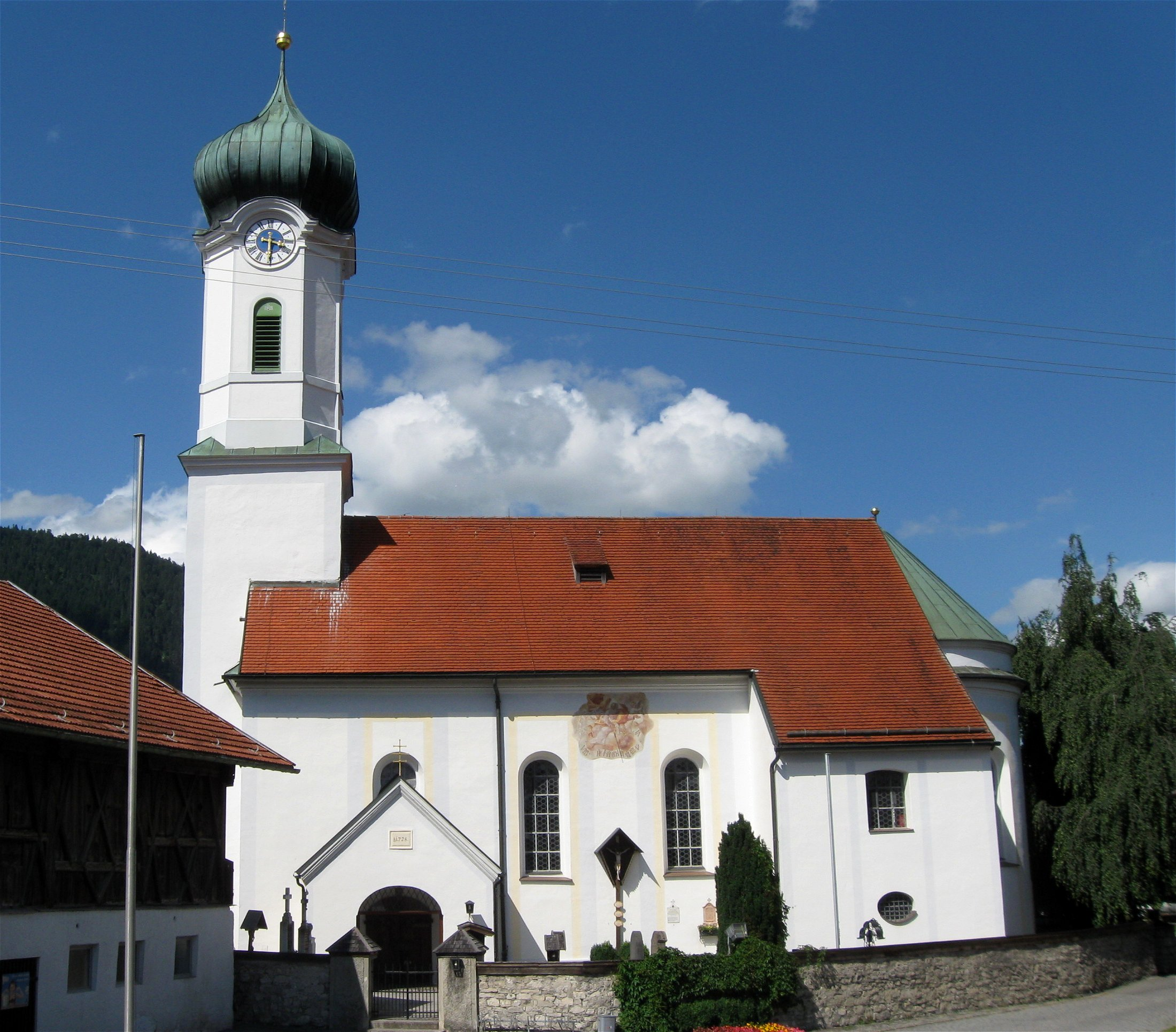
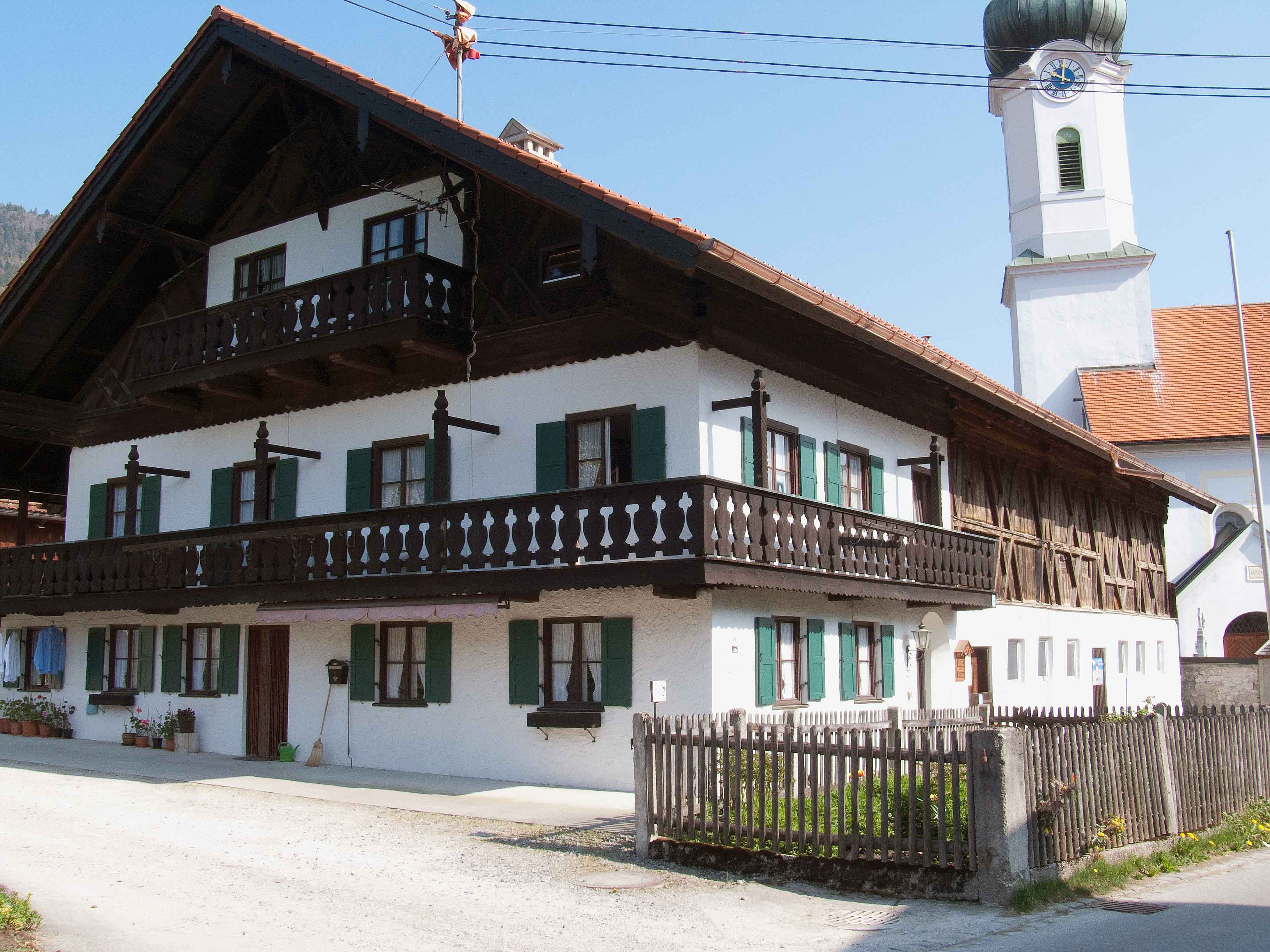
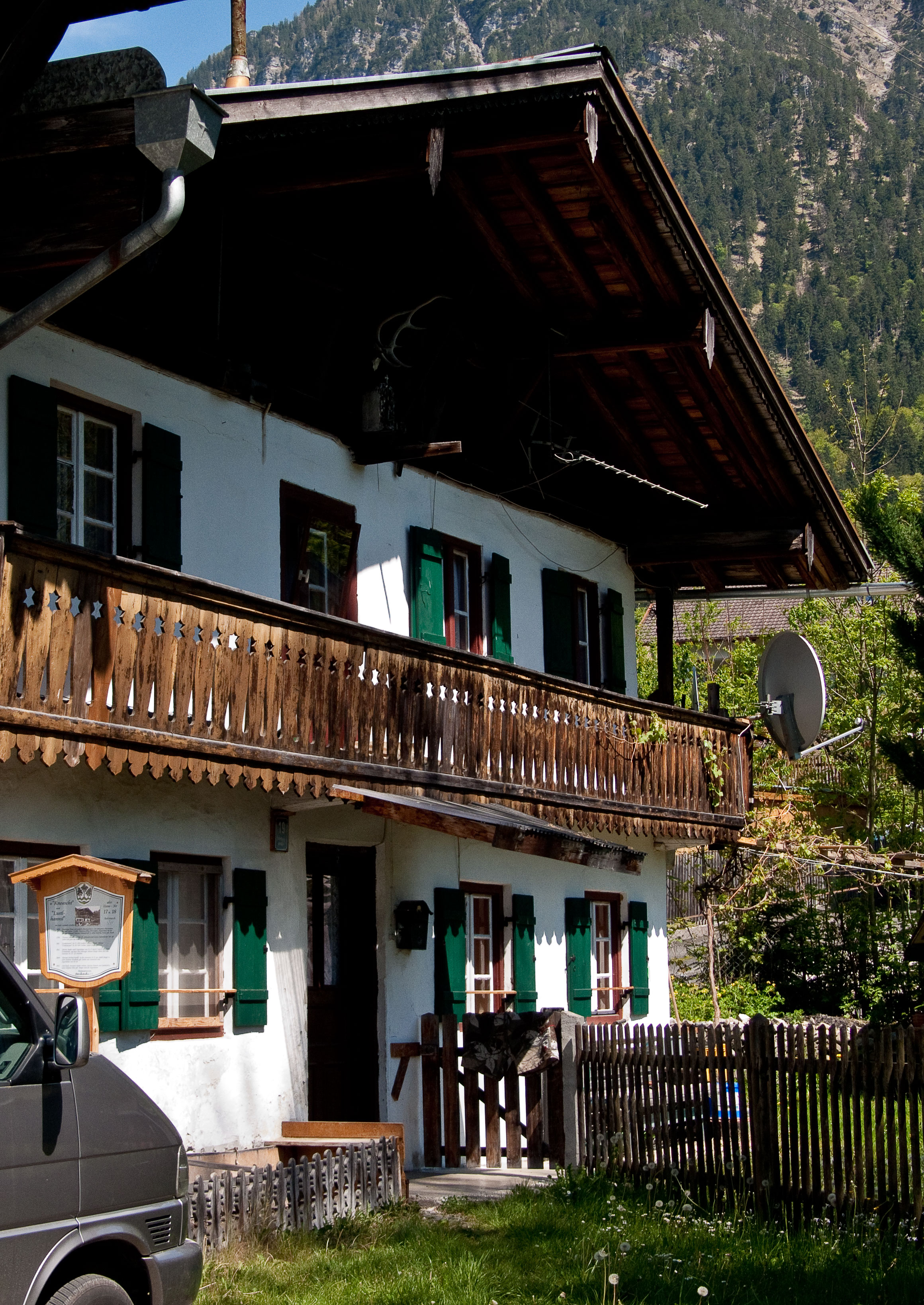

## Nevezetességek
- Szent Andread plébániatemploma
- Kuhflucht-vizesés